# Alboraya (kommunhuvudort)
Alboraya är en kommunhuvudort i Spanien.   Den ligger i provinsen Província de València och regionen Valencia, i den östra delen av landet, 300 km öster om huvudstaden Madrid. Alboraya ligger 10 meter över havet och antalet invånare är 22 405.
Terrängen runt Alboraya är platt. Havet är nära Alboraya åt sydost.Runt Alboraya är det mycket tätbefolkat, med 5 021 invånare per kvadratkilometer. Närmaste större samhälle är Valencia, 4,1 km sydväst om Alboraya. Runt Alboraya är det i huvudsak tätbebyggt.